# Congue (departamento)
Congue é um departamento na região de Tchologo, no distrito das Savanas, na Costa do Marfim. Sua sede está em Congue. Segundo censo de 1998, havia 39 535 residentes, enquanto segundo o censo de 2021 havia 118 304. Suas subprefeituras são Bilimono, Congue, Nafana e Sicolo. No canto leste do departamento há o Parque nacional de Comoé.